# Sophie Nordmann
Sophie Nordmann, née à Paris en 1975, est une philosophe et universitaire française.

## Biographie
Fille d'Hélène Nordmann née Aurbach, médecin, et de Frédéric Nordmann, psychiatre, elle est une ancienne élève de l'École normale supérieure de Fontenay-Saint-Cloud (promotion 1994), agrégée de philosophie (1997), docteur en philosophie de l'Université Paris-Sorbonne, titulaire d'une habilitation à diriger des recherches de l'Université Paris-Nanterre, depuis 2009 ou 2010 professeur agrégée de philosophie à la section des sciences religieuses de l'École pratique des hautes études (université Paris Sciences et Lettres).
Entre 2007 et 2013, elle a enseigné à l'École Polytechnique et a été directrice de programme au Collège international de philosophie,.
Elle codirige avec Mazarine Pingeot la collection « Disputatio » aux éditions Mialet-Barrault,, une collection dont chaque ouvrage rassemble sur une question des personnalités aux arguments opposés.
Elle est directrice de la Maison des étudiants de la francophonie de la Cité internationale universitaire de Paris depuis 2021,.
Elle est arrière-petite-nièce de Léon Blum et petite-nièce du résistant Léon-Maurice Nordmann.

## Travaux
Sophie Nordmann consacre ses travaux universitaires à la philosophie contemporaine et à la pensée juive. Elle étudie les philosophes allemands et français des XIXe et XXe siècle chez qui s’opère une rencontre entre philosophie et tradition juive. Elle a consacré de nombreux travaux à Hermann Cohen, Franz Rosenzweig, Martin Buber, Walter Benjamin, Vladimir Jankélévitch et Emmanuel Levinas. Elle s’intéresse aux questions éthiques et à la fonction philosophique des sources religieuses. Elle montre que ces sources sont convoquées par ces penseurs à partir des problèmes philosophiques qu’ils rencontrent. Elles leur permettent de prendre une distance critique vis-à-vis des paradigmes philosophiques dont ils héritent pour ouvrir leurs voies philosophiques propres.
Elle place au cœur de sa réflexion philosophique la notion de transcendance, qu'elle définit comme une « brèche ouverte dans l'être ». Elle saisit la condition humaine à partir de cette brèche qui est à la fois une faille, un inachèvement et une aspiration infinie. Cette approche confirmerait la légitimité de la théologie naturelle contemporaine. Dans son livre Phénoménologie de la transcendance, elle part du tournant immanentiste de la philosophie contemporaine et examine les conditions de possibilité d’un usage philosophique de la notion de transcendance, distincte de celle de Dieu. Elle montre que la philosophie moderne et contemporaine est traversée, depuis Descartes et Spinoza, par la tension entre les conceptions immanentes et transcendantes de l’humanité. À partir de son approche phénoménologique de la transcendance, elle propose une réflexion sur l’humanité comme "in-achèvement".
Le philosophe Roger-Pol Droit lui consacre un portrait dans Le Monde des Livres du 2 décembre 2022.

## Publications

### Livres
- Phénoménologie de la transcendance : livres I & II, Éditions d'Écarts, 2022 (ISBN 978-2-919121-40-3 et 2-919121-40-5)
- Levinas et la philosophie judéo-allemande, Vrin, coll. « Histoire de la philosophie », 2017, 180 p.  (ISBN 978-2-711627-23-3) [lire en ligne (page consultée le 6 décembre 2022)]
- Philosophie et judaïsme : H. Cohen, F. Rosenzweig, E. Levinas, Presses universitaires de France, coll. « Philosophie », 2008/2011, 154 p.  (ISBN 978-2-130567-68-4)[11] [lire en ligne (page consultée le 4 décembre 2022)]
- Du singulier à l’universel. Essai sur la philosophie religieuse de H. Cohen, Paris, Vrin, coll. « Histoire de la philosophie », 2007, 253 p.  (ISBN 978-2-130567-68-4) [lire en ligne (page consultée le 4 décembre 2022)]

### Médias
Sophie Nordmann a été invitée à plusieurs reprises dans des émissions radiophoniques et télévisées: 
- "Les Grands Entretiens", LCP, émission présentée par Mazarine Pingeot, 19 février 2023[12].
- Pont-Neuf, émission produite par Salomon Malka sur Radio J, 8 avril 2023[13].
- Répliques, émission produite par Alain Finkielkraut sur France Culture: Pensée juive et modernité (1er avril 2017), avec le sociologue Bruno Karsenti ; La création du monde (20 octobre 2012), avec le philosophe Paul Clavier.
- Les échos des rencontres de Pétarque, France Culture, 21 juillet 2012[14].